# Ana Sofía Sánchez
Dit is een Spaanse naam; Sánchez is de vadernaam en Palau is de moedernaam.
Ana Sofía Sánchez Palau (San Luis Potosí, 13 april 1994) is een tennisspeelster uit Mexico. Zij begon op tienjarige leeftijd met het spelen van tennis. Haar favoriete ondergrond is hardcourt. Zij speelt linkshandig en heeft een tweehandige backhand. Zij is actief in het internationale tennis sinds 2008.

## Loopbaan
Tussen 2012 en 2025 speelde Sánchez 25 partijen op de Fed Cup waarvan zij er vijftien won.
In 2011 won zij haar eerste ITF-titel in Zacatecas (Mexico).
In 2013 speelde Sánchez haar eerste WTA-wedstrijd in het enkelspel, op het toernooi van Monterrey.
In 2016 bereikte zij, samen met Montserrat González uit Paraguay, de halve finale in het dubbelspel op het WTA-toernooi van Florianópolis.
In 2021 won Sánchez haar dertiende enkelspeltitel, op het ITF-toernooi van Santo Domingo (Dominicaanse Republiek) – in de finale van dit $25k-toernooi versloeg zij de Amerikaanse Emina Bektas.
In 2025 won Sánchez haar vijftiende enkelspeltitel, op het ITF-toernooi van Santo Domingo (Dominicaanse Republiek) – in de finale van dit $35k-toernooi versloeg zij de Amerikaanse Rachel Gailis.

## Posities op deWTA-ranglijst
Positie per einde seizoen:
| jaar | rang enkelspel | rang dubbelspel |
| ---- | -------------- | --------------- |
| 2011 | 801            | –               |
| 2012 | 466            | 566             |
| 2013 | 372            | 357             |
| 2014 | 283            | 351             |
| 2015 | 327            | 336             |
| 2016 | 441            | 243             |
| 2017 | 349            | 377             |
| 2018 | 365            | 286             |
| 2019 | 305            | 322             |
| 2020 | 317            | 289             |
| 2021 | 269            | 345             |
| 2022 | 341            | 334             |
| 2023 | 408            | 619             |
| 2024 | 280            | 411             |